# Reacionário

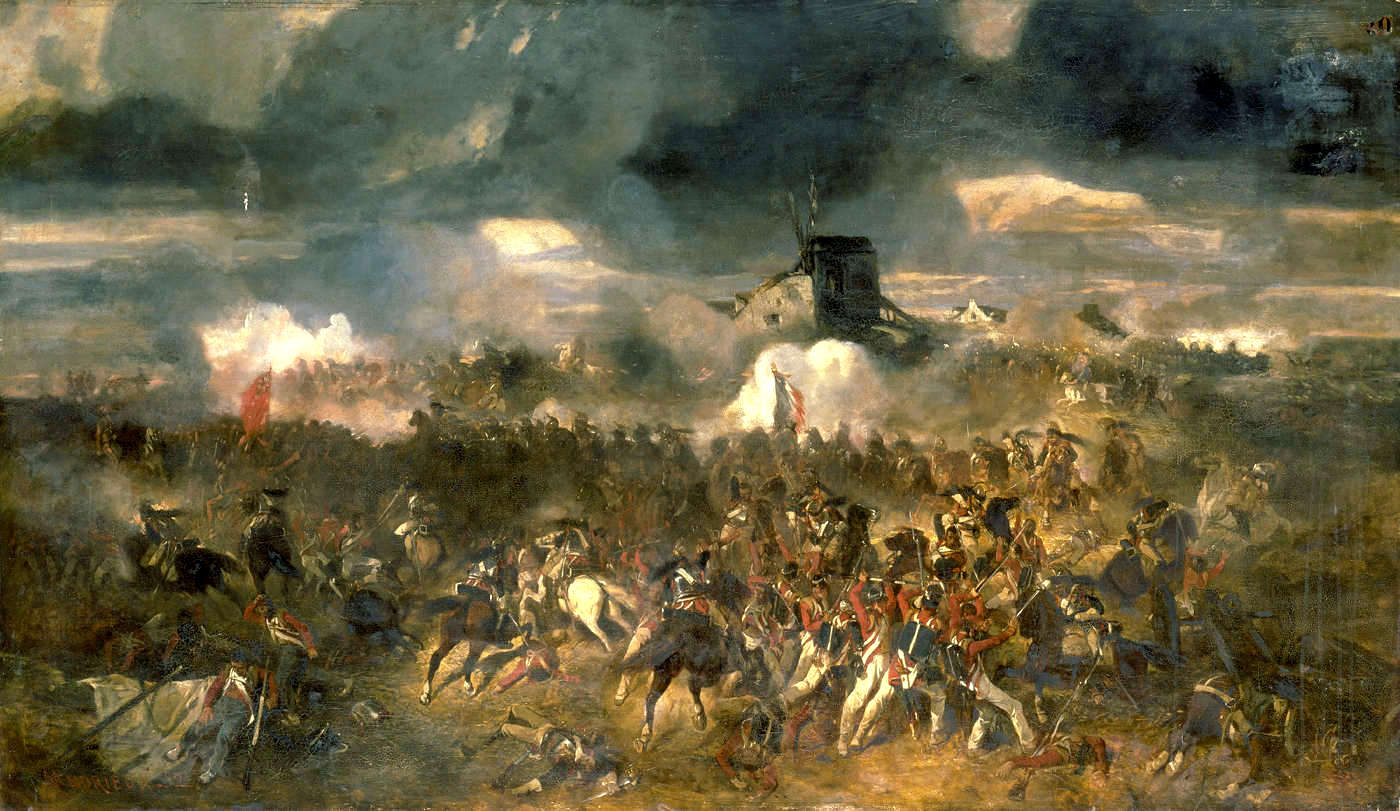
A batalha de Waterloo (1815) confrontou as forças revolucionárias francesas lideradas por Napoleão contra as forças reacionárias britânicas e prussianas

Em ciência política, reacionário pode ser definido como uma pessoa ou entidade com opiniões políticas que favorecem o retorno a um estado político anterior da sociedade. Como adjetivo, a palavra reacionário descreve pontos de vista e políticas destinadas a restaurar um status quo do passado. Um reacionário é literalmente alguém que reage contra algum desenvolvimento ou mudança, ou se opõe a propostas de mudança na sociedade, o termo é normalmente usado em associação ou mesmo no lugar de conservador, embora isso seja bastante relativo.
A palavra "reacionário" é frequentemente usada em relação ao conservadorismo e à extrema direita. No uso popular, é comumente usada para se referir a uma posição altamente tradicional, oposta à mudança social ou política. No entanto, de acordo com o teórico político Mark Lilla, um reacionário anseia por derrubar uma condição atual de percebida decadência e recuperar um passado idealizado. Tais indivíduos e políticas reacionárias favorecem transformação social, em contraste às pessoas ou políticas conservadoras que buscam mudanças incrementais ou preservação da política existente.
As ideologias reacionárias também podem ser radicais, no sentido de extremismo político, a serviço do restabelecimento das condições passadas. No discurso político, ser reacionário é geralmente considerado negativo; Peter King observou que é "um rótulo rejeitado, usado como uma provocação e não como um distintivo de honra". Apesar disso, o descritor "reacionário político" foi adotado por escritores como o monarquista austríaco Erik von Kuehnelt-Leddihn, o jornalista escocês Gerald Warner do Craigenmaddie, o teólogo político colombiano Nicolás Gómez Dávila e o historiador americano John Lukacs.

## Descrição
O sentido histórico do termo "reacionário" refere-se àquele que se contrapõe ao presente, e consequentemente às mudanças revolucionárias, sociais e políticas. Nesse sentido, entende-se como reação o conjunto de forças que atuam no sentido de retorno ao estado anterior.
O reacionário é gêmeo do revolucionário. O termo foi empregado pela primeira vez no contexto da Revolução Francesa (1789-1799) no sentido de que reacionários eram os que reagiam contra as mudanças iniciadas pela Revolução e pretendiam um retorno ao Antigo Regime.
No Manifesto do Partido Comunista, Marx e Engels afirmam que as:
| “ | Classes médias pequenos comerciantes, pequenos fabricantes, artesãos, camponeses — combatem a burguesia porque esta compromete sua existência como classes médias. Não são, pois, revolucionárias, mas conservadoras; mais ainda, reacionárias, pois pretendem fazer girar para trás a roda da história. | ” |

Nesse sentido, as religiões são, às vezes, qualificadas como reacionárias. Isto decorre, em parte, da oposição a filósofos religiosos como Louis de Bonald, Joseph de Maistre e François-René de Chateaubriand, e em parte do que Karl Popper chamou de crença progressista (identificada como historicista) no caráter manifesto da verdade que não conduz à construção do conhecimento mas à procura dos obstáculos à manifestação da verdade. Ao se identificar a religião como geradora de preconceitos, procura-se abolir a religião.
| “ | Analisar, afastar esse emaranhado de forças e tendências conflitantes e conseguir penetração em suas raízes, atingindo as forças de impulsão universal e as leis de transformação social — essa a tarefa das Ciências Sociais, tal como a vê o historicismo. | ” |